# ブレスト海軍工廠

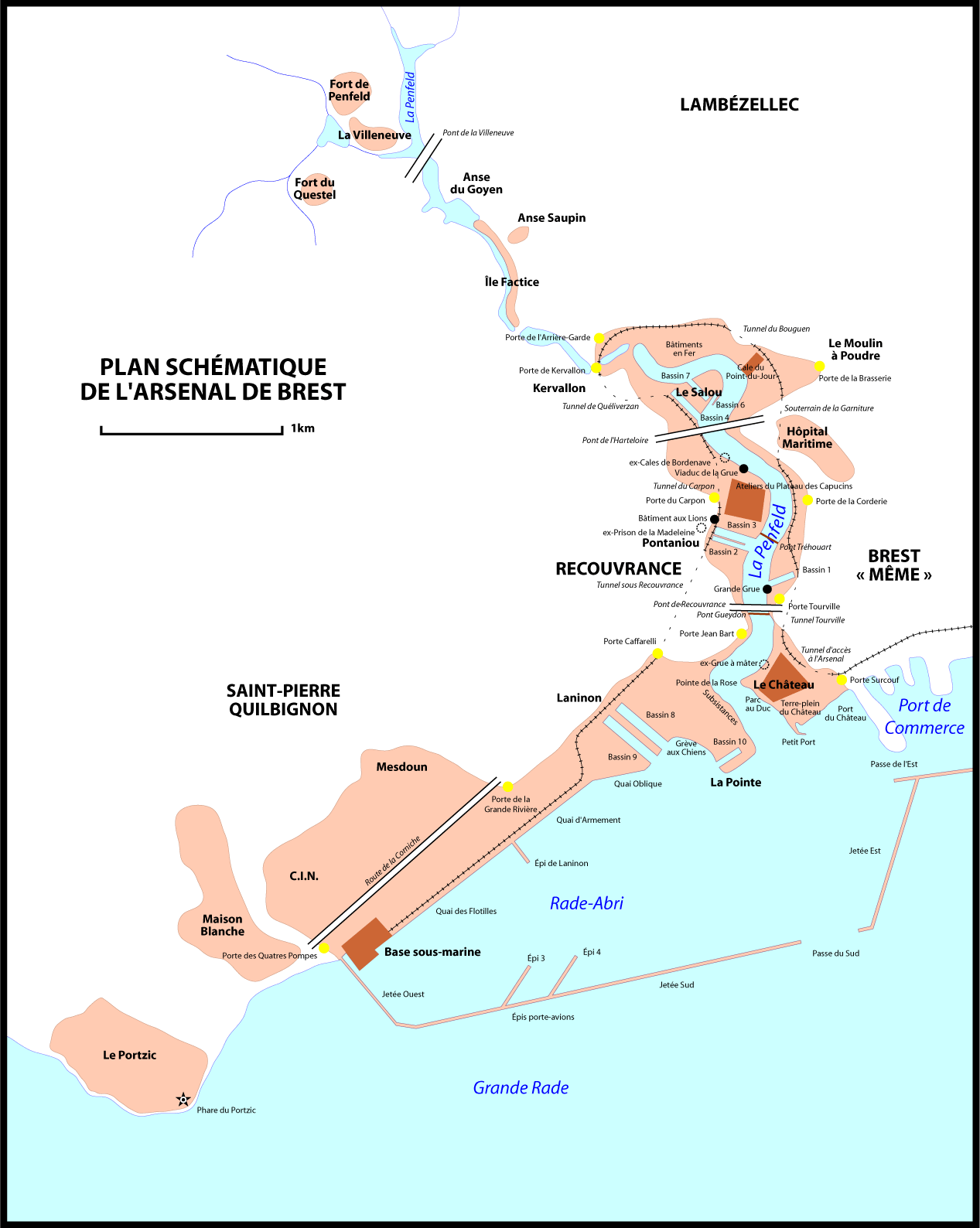
ブレスト海軍工廠の地図

ブレスト海軍工廠とは、フランス共和国ブレストに所在するフランス海軍の海軍基地である。戦略海洋部隊司令部、ブレスト鎮守府(fr）などを持ち、潜水艦・空母を保有する大西洋の海の守りをになう。

## 概要
自然の良港であり、ブレスト城が建築されていた。

## 年表
- 1631-1635年 -港湾インフラや基礎などが整えられた。
- 1674年 - 縄庫、弾薬庫、軍病院が建てられた。
- 1940年 - ドイツ占領下で潜水艦基地となる。
- 1969-1970年 - 空母係留場が建設された。

## ギャラリー

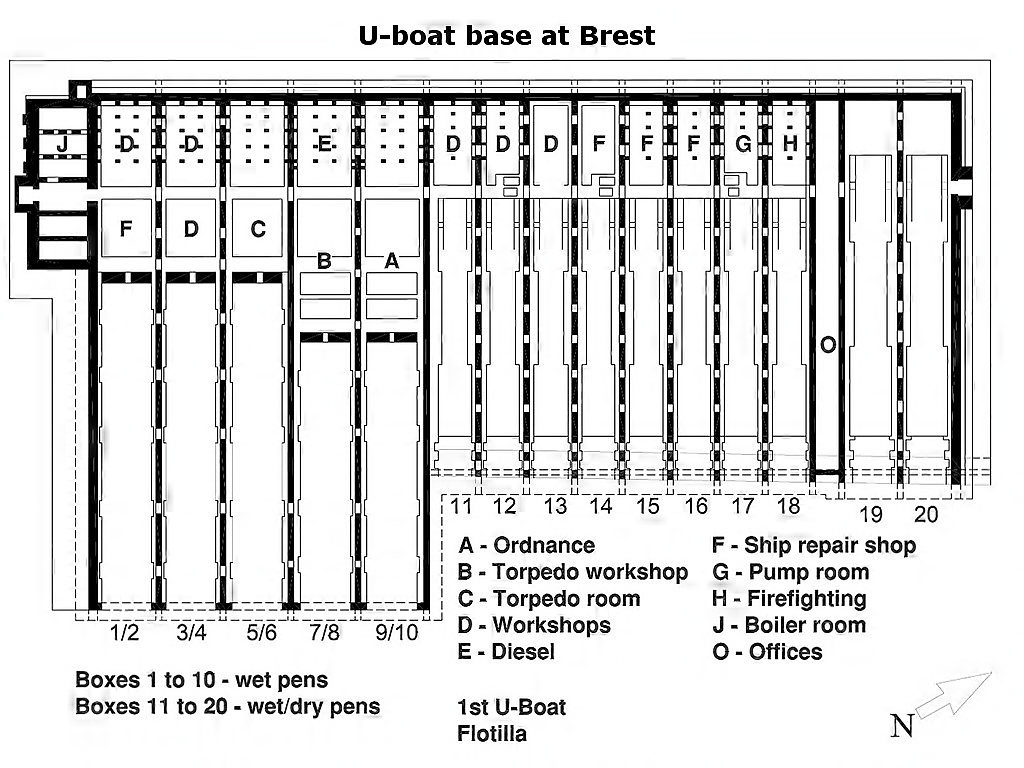
ドイツ占領下時に建てられたUボート・ブンカー
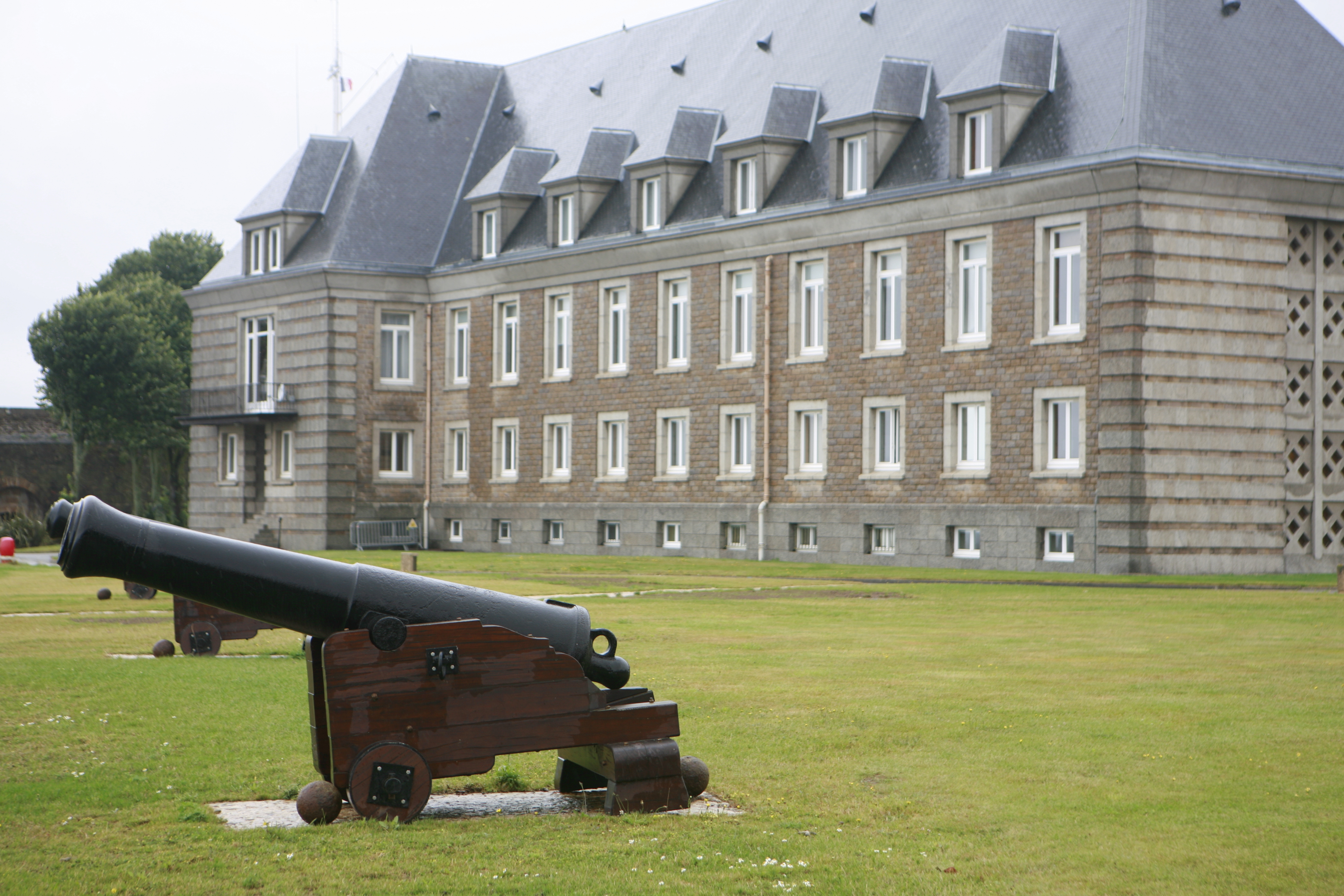
ブレスト鎮守府
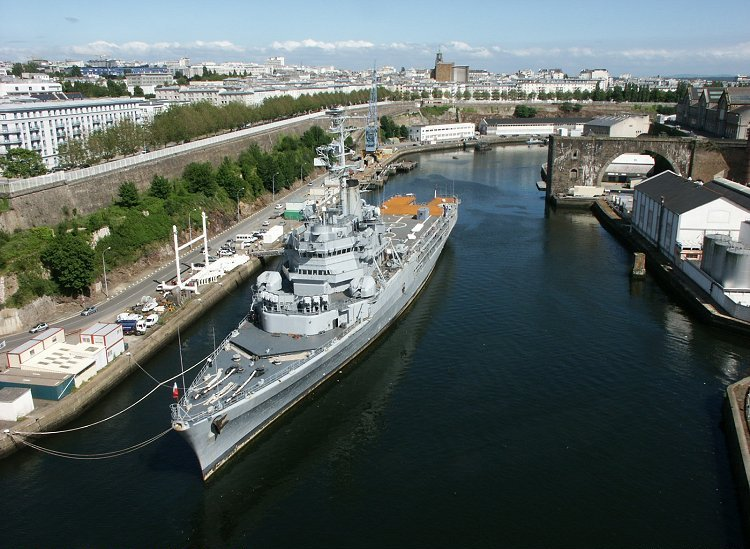
軍港に係留されたヘリ空母ジャンヌ・ダルク
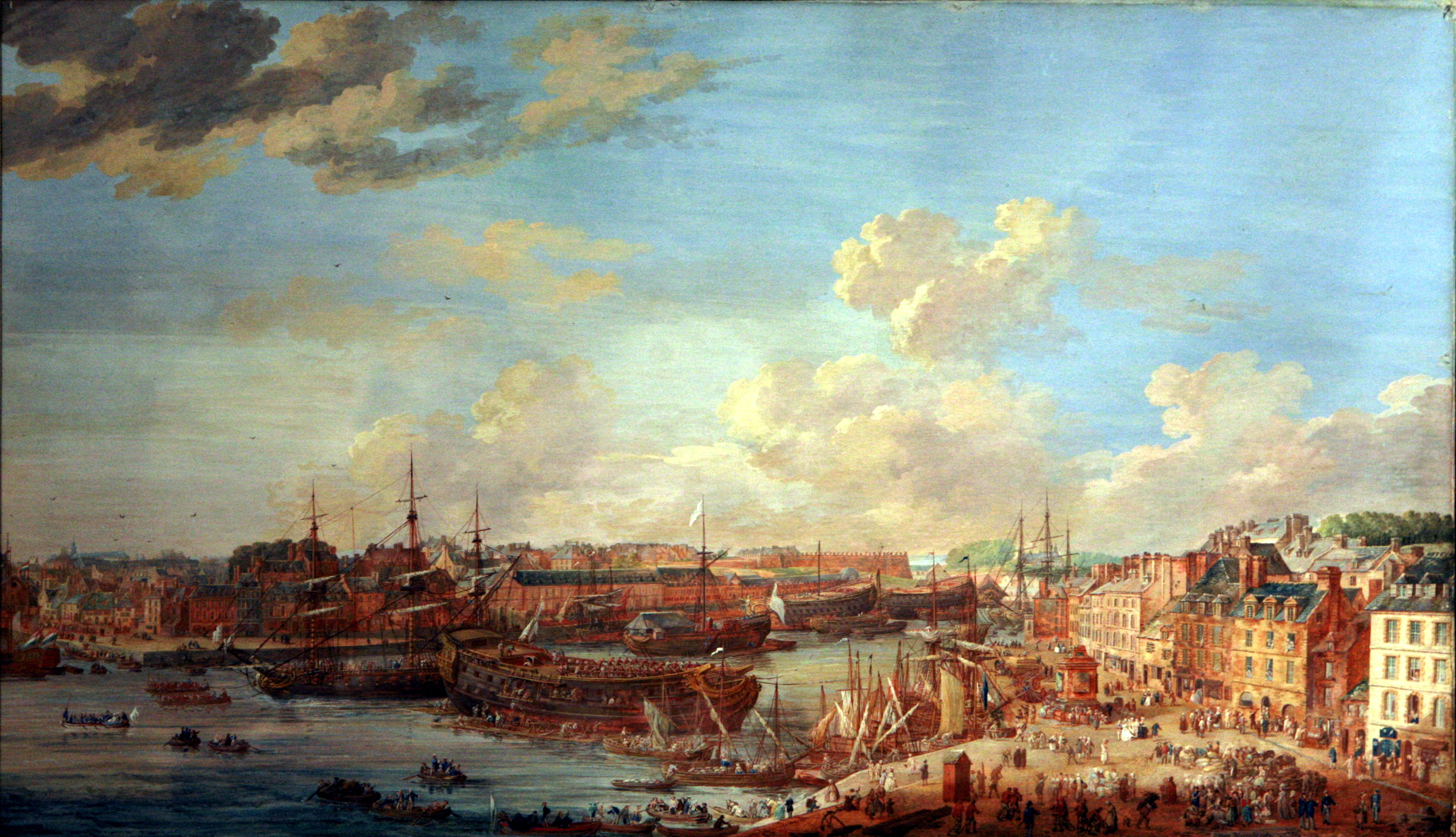
1776年に描かれた武装した船と軍港の様子
ブレスト停泊地